# Gregor Gazvoda
Gregor Gazvoda (Maribor, 15 de octubre de 1981) es un ciclista esloveno. Actualmente se encuentra retirado tras ser profesional entre 2004 y 2018.
Debutó como profesional en 2004, en el equipo esloveno Perutnina Ptuj. En 2009 pasó al equipo japonés EQA-Meitan Hompo-Graphite Design y al año siguiente al austríaco Arbö KTM-Gebrüder Weiss, para retornar en 2011 al Perutnina Ptuj, todos ellos de categoría Continental. Dio el salto a la primera categoría del ciclismo en 2012 cuando fichó por el Ag2r La Mondiale, donde estuvo sólo esa temporada. En 2013 pasó al equipo chino Champion System. 
En su palmarés se destacan sus 4 campeonatos de Eslovenia contrarreloj y varios segundos puestos, así como la Vuelta al Lago Qinghai que se disputa en China.

## Palmarés
2002
- 1 etapa del Tour de Olympia

2004
- 2.º en el Campeonato de Eslovenia Contrarreloj

2005
- 1 etapa de la Vuelta a Cuba
- Campeonato de Eslovenia Contrarreloj
- 2.º en el Campeonato de Eslovenia en Ruta

2007
- 2.º en el Campeonato de Eslovenia Contrarreloj

2008
- 1 etapa del Circuito de las Ardenas
- Velika Nagrada Ptuja
- 3.º en el Campeonato de Eslovenia en Ruta
- Campeonato de Eslovenia Contrarreloj
- Kroz Voivodina II

2009
- 2.º en el Campeonato de Eslovenia Contrarreloj

2010
- Campeonato de Eslovenia Contrarreloj
- 1 etapa de la Vuelta al Lago Qinghai

2011
- 3.º en el Campeonato de Eslovenia en Ruta
- Vuelta al Lago Qinghai, más 1 etapa
- Tour de Voivodina I

2012
- 2.º en el Campeonato de Eslovenia Contrarreloj

2014
- Campeonato de Eslovenia Contrarreloj

2017
- 2.º en el Campeonato de Eslovenia Contrarreloj

## Resultados en Grandes Vueltas y Campeonatos del Mundo
| Carrera              | Carrera              | 2004 | 2005 | 2006 | 2007 | 2008 | 2009 | 2010 | 2011 | 2012  | 2013 | 2014 | 2015 | 2016 | 2017 | 2018 |
| -------------------- | -------------------- | ---- | ---- | ---- | ---- | ---- | ---- | ---- | ---- | ----- | ---- | ---- | ---- | ---- | ---- | ---- |
|                      | Giro de Italia       | —    | —    | —    | —    | —    | —    | —    | —    | 134.º | —    | —    | —    | —    | —    | —    |
|                      | Tour de Francia      | —    | —    | —    | —    | —    | —    | —    | —    | —     | —    | —    | —    | —    | —    | —    |
|                      | Vuelta a España      | —    | —    | —    | —    | —    | —    | —    | —    | —     | —    | —    | —    | —    | —    | —    |
| Mundial Contrarreloj | Mundial Contrarreloj | 33.º | 25.º | 46.º | 56.º | 35.º | 48.º | —    | —    | —     | —    | —    | —    | —    | —    | —    |

—: no participa
Ab.: abandono